# Yolane Kukla
Yolane Nicole Kukla (Brisbane, 29 de septiembre de 1995) es una deportista australiana que compitió en natación.
Participó en los Juegos Olímpicos de Londres 2012, en los que le fue otorgada una medalla de oro en el relevo 4 × 100 m libre por nadar la serie preliminar. Ganó dos medallas de plata en el Campeonato Pan-Pacífico de Natación de 2010, en las pruebas de 4 × 100 m libre y 4 × 100 m estilos.
En 2014 fue condecorada con la Medalla de la Orden de Australia (OAM).

## Palmarés internacional
| Juegos Olímpicos        | Juegos Olímpicos        | Juegos Olímpicos | Juegos Olímpicos  |
| Año                     | Lugar                   | Medalla          | Prueba            |
| ----------------------- | ----------------------- | ---------------- | ----------------- |
| 2012                    | Londres (Reino Unido)   | Medalla de oro   | 4 × 100 m libre   |
| Campeonato Pan-Pacífico |                         |                  |                   |
| Año                     | Lugar                   | Medalla          | Prueba            |
| 2010                    | Irvine (Estados Unidos) | Medalla de plata | 4 × 100 m libre   |
| 2010                    | Irvine (Estados Unidos) | Medalla de plata | 4 × 100 m estilos |

1. ↑  Compitió en la serie preliminar.